# Rezerwat przyrody Czerwony Krzyż
Rezerwat przyrody Czerwony Krzyż – rezerwat przyrody utworzony w 1990 r. na terenie leśnictwa Bączki, Nadleśnictwa Garwolin, w gminie Maciejowice. Rezerwat leży w obrębie miejscowości Pogorzelec.
Celem ochrony jest zachowanie ze względów naukowych i dydaktycznych stanowiska tajęży jednostronnej oraz innych gatunków chronionych i rzadkich występujących w zbiorowiskach o charakterze borowym.
Na terenie rezerwatu stwierdzono występowanie 142 gatunków roślin m.in. gatunków chronionych takich jak widłak jałowcowaty, widłak goździsty, podkolan biały, paprotka zwyczajna.